# San Ignacio (kommunhuvudort i Argentina)
San Ignacio är en kommunhuvudort i Argentina.   Den ligger i provinsen Misiones, i den nordöstra delen av landet, 900 km norr om huvudstaden Buenos Aires. San Ignacio ligger 161 meter över havet och antalet invånare är 6 312.
Terrängen runt San Ignacio är platt. Närmaste större samhälle är Gobernador Roca, 10,3 km nordost om San Ignacio. 
I omgivningarna runt San Ignacio växer i huvudsak städsegrön lövskog. Runt San Ignacio är det ganska glesbefolkat, med 36 invånare per kvadratkilometer.